# 赤木格堂

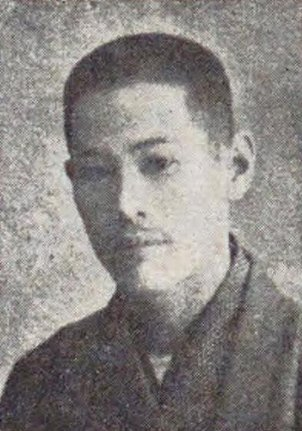
赤木格堂（赤木亀一）

赤木 格堂（あかき かくどう、1879年（明治12年）7月27日 - 1948年（昭和23年）12月1日）は、衆議院議員。ジャーナリスト。俳人。本名は亀一。

## 経歴
岡山県児島郡小串村（現在の岡山市南区）出身。東京専門学校（現在の早稲田大学）に在学中、正岡子規に俳句を師事し、『日本附録週報』の代選を任せられた。1902年（明治35年）に卒業した後は、『九州日報』の主筆を務めた。その後、フランスに3年間留学し、植民政策学を専攻した。さらに雑誌『青年日本』を経営し、『国民新聞』『大阪朝日新聞』に寄稿した。
1917年（大正6年）、衆議院議員補欠選挙に立候補し、当選を果たした。
その後、『山陽新報』主筆に就任し、小串村長も務めた。

## 著書
- 『独逸を中心に』（大阪屋号書店、1918年）
- 『赤木格堂先生植民政策論 第一輯』（雑賀博愛編、東半球協会、1943年）
- 『赤木格堂先生植民政策論 第二輯』（雑賀博愛編、東半球協会、1943年）